# アーカンソー・ジャイアント・ブルドッグ
アーカンソー・ジャイアント・ブルドッグ（英: Arkansas giant bulldog）は、アメリカ合衆国アーカンソー州原産の犬種である。

## 歴史
20世紀後半に、イングリッシュ・ブルドッグの原種であるオールド・イングリッシュ・ブルドッグの姿を復元させる取り組みの一つとして、イングリッシュ・ブルドッグにアメリカン・スタッフォードシャー・テリア（または同種のアメリカン・ピット・ブル・テリア）を交配させて作出され始めたが、外見のばらつきが大きく、犬種の標準が認められるまでには達していない。2007年の段階で、体高45〜55cm、体重25〜30kgとされている。